# Cersanit
Die Cersanit S.A. ist eine polnische Aktiengesellschaft mit Sitz in Kielce. Sie ist der größte Produzent von Sanitär-Keramik und Keramik-Fliesen des Landes. Im Angebot des Unternehmens stehen u. a. auch Acryl-Wannen, Duschkabinen oder Sanitärmöbel. Produktionsstandorte befinden sich in Krasnystaw, Starachowice und Wałbrzych.
Größter Einzelaktionär der an der Warschauer Börse gelisteten Unternehmensgruppe ist Michał Sołowow.
Im Jahr 2013 integrierte die Cersanit die deutsche Marke Meissen Keramik, gegründet 1863, Die über 150 Mitarbeiter fertigen im sächsischen Meißen jährlich über 2,8 Millionen Quadratmeter Fliesen. Zusätzlich werden im Mutterkonzern Cersanit für Meissen Keramik noch einmal 7 Millionen Quadratmeter Fliesen jährlich produziert. 
Im März 2019 gab Cersanit bekannt, die Produktion am Standort Meißen einzustellen, was rund 100 Arbeitsplätze betraf. Die Logistik-, Vertriebs- und Kundenserviceaktivitäten von Cersanit in Deutschland mit 20 Mitarbeitern in Meißen und 30 in Oberhausen blieben jedoch unverändert erhalten. 

## Weblink
- Offizielle Website der Cersanit S.A. (mehrsprachig)